# Sid
Sid (szerbül  Шид / Šid) város Szerbiában, a Vajdaságban, a Szerémségi körzetben, Sid község székhelye. A Tarcal-hegység lankás nyugati lejtőin terül el.

## Története
Nem ismert, mikor alapították. 1702-ben említik először. A katonai határőrvidéken belül a Szlavón határőrvidék része volt. 1868-tól a trianoni békeszerződésig Horvát-Szlavónországon belül Szerém vármegye Sidi járásához tartozott, majd az új délszláv államhoz került.

## Népesség

### Demográfiai változások
| 1948 | 1953 | 1961 | 1971   | 1981   | 1991   | 2002   | 2011   |
| ---- | ---- | ---- | ------ | ------ | ------ | ------ | ------ |
| 6710 | 7268 | 9058 | 11 823 | 13 450 | 14 275 | 16 311 | 14 893 |

## Képek

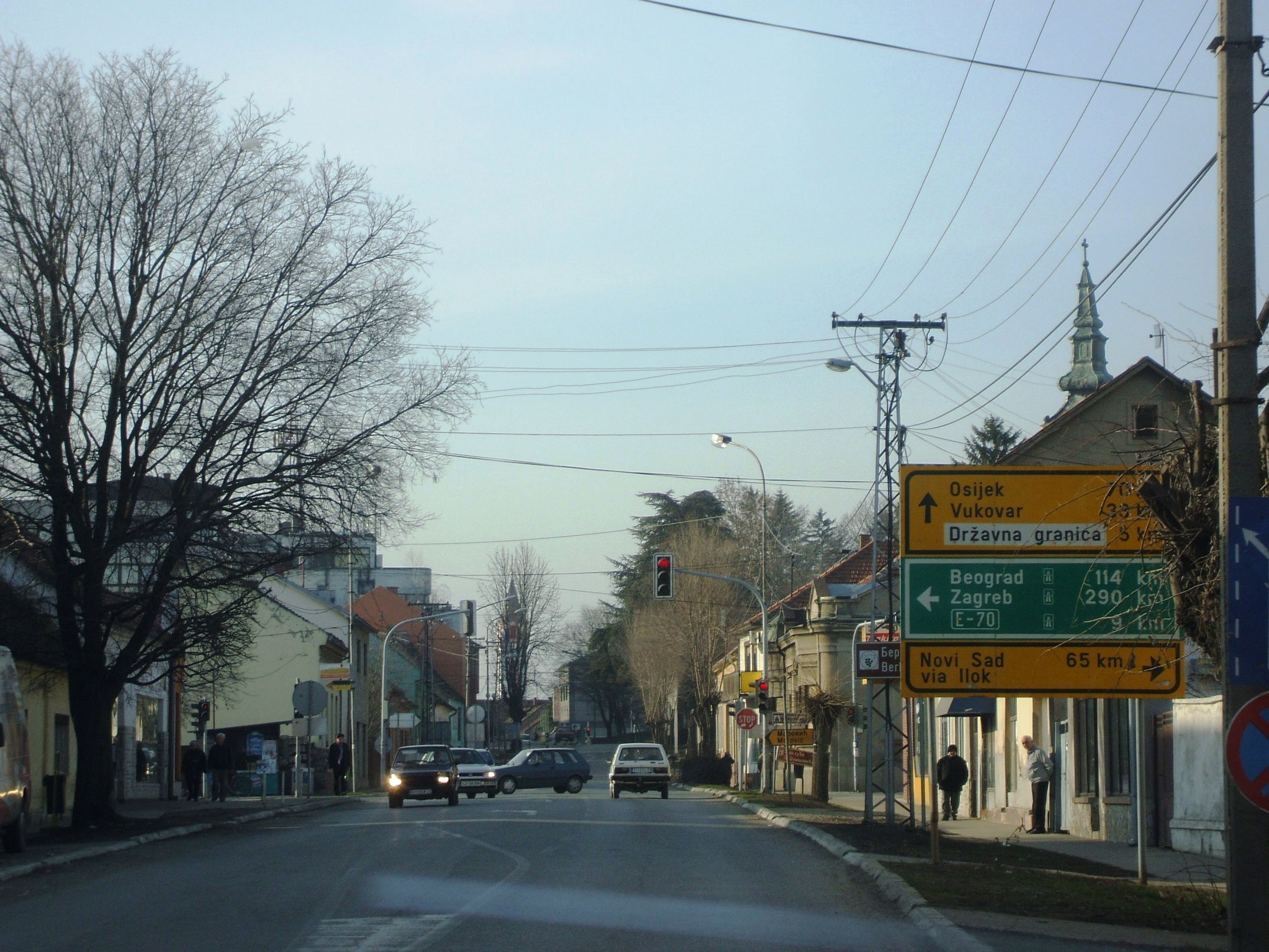
A főutca
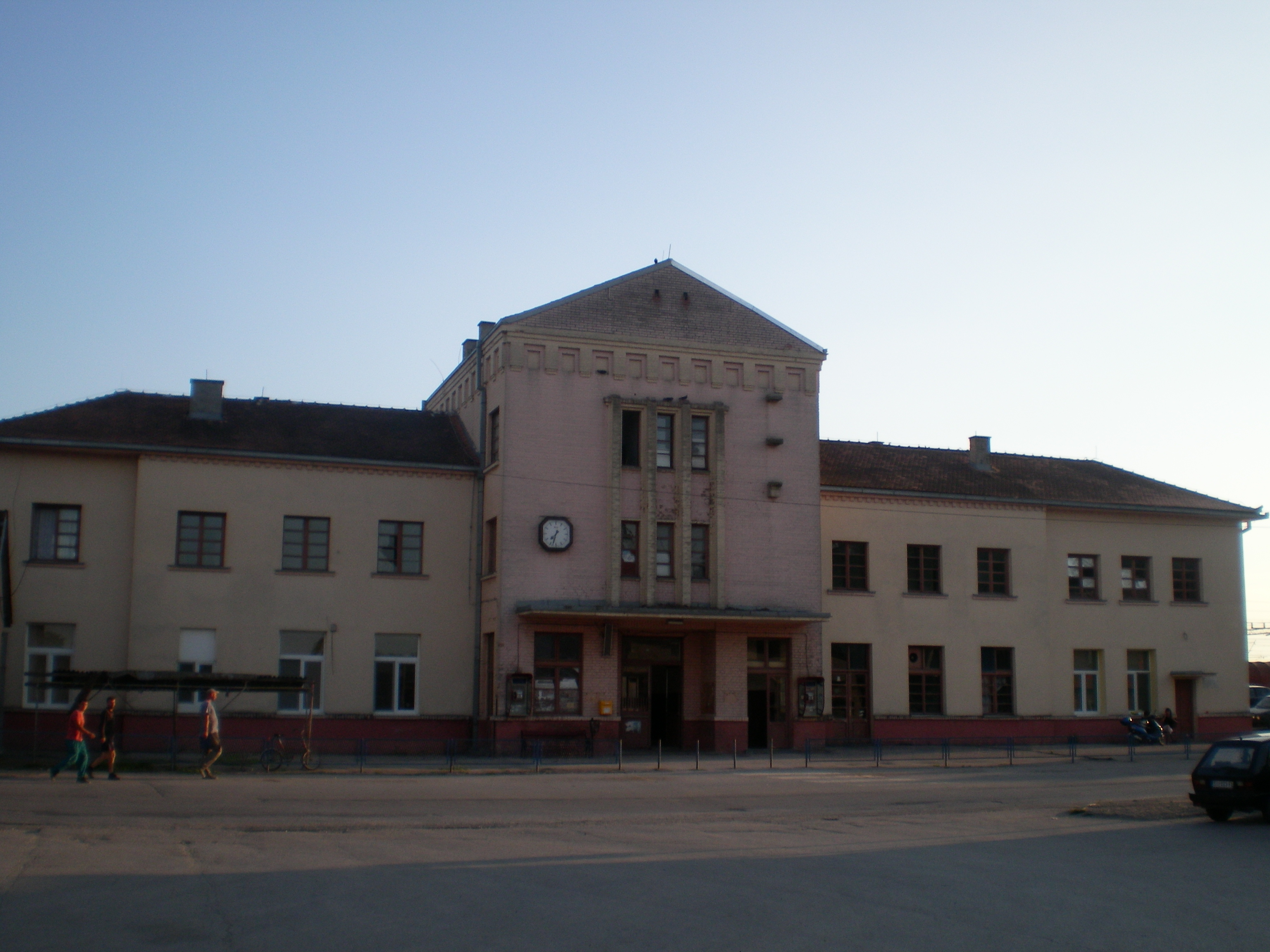
Vasútállomás
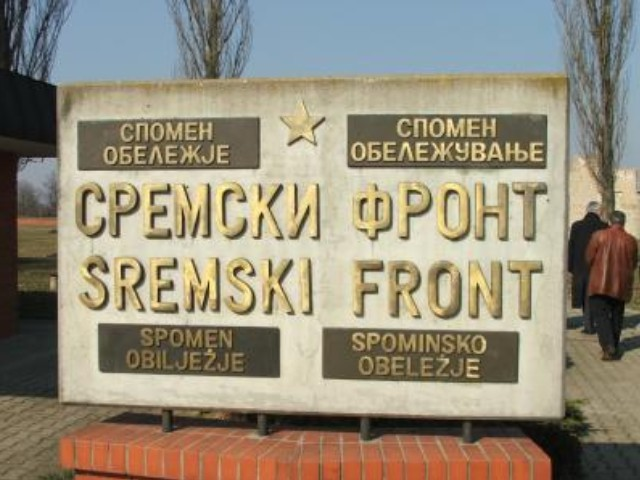
Emlékmű a Szerémségi front áttörésének helyén